# Parrasaurus
Parrassaurus is een geslacht van de Ichthyosauria dat tijdens de late Jura leefde in het gebied van het huidige Mexico. De enige benoemde soort is Parrassaurus yacahuitztli.

## Naamgeving
Rond het jaar 2000 vond Don Rodolfo Medellin González, de eigenaar van de Rancho el Sombrero, nabij Gomez Farias in de gemeente Saltillo in Coahuila, het skelet van een ichthyosauriër. Enkele beenderen daarvan schonk hij aan het Museo del Desierto (MUDE). Dat zond in 2008 een team uit om de rest van het materiaal te bergen dat werd toegevoegd aan de Coleccion Paleontologica de Coahuila. In 2009 werd het specimen, na gedeeltelijke preparatie, door Marie–Céline Buchy voorlopig beschreven en toegewezen aan een Brachypterygius sp.
In 2021 benoemden Jair Israel Barrientos-Lara en Jesus Alvarado-Ortega, na verdere preparering, de typesoort Parrassaurus yacahuitztli. De geslachtsnaam verwijst naar de Sierra de Parras waar het fossiel gevonden werd. De soortaanduiding is Yacahuitztli, in het Nahuatl de god van de nacht waarvan de naam letterlijk "stekelig" of "met een lange neus" betekent, een verwijzing naar de spitse snuit.
Het holotype CPC 307 is gevonden in een laag van de La Caja-formatie die dateert uit het late Tithonien. Het bestaat uit een skelet met schedel. Bewaard zijn gebleven: de schedel, de onderkaken, drieënzestig wervels vóór de staart, ribben, de schoudergordel en de rechtervoorvin. Het gebogen deel van de achterste staart ontbreekt.

## Beschrijving
De lengte van Parrasaurus is geschat op 5,8 meter. De schedel is anderhalve meter lang met een snuitlengte van 121 centimeter. De oogkas is ongeveer twintig centimeter in diameter; het gedeelte daarachter voegt nog eens vijftien centimeter aan de schedel toe.
De beschrijvers stelden enkele onderscheidende kenmerken vast. Drie daarvan zijn autapomorfieën, unieke afgeleide eigenschappen. Het neusgat wordt in tweeën gedeeld door een opgaande tak van het bovenkaaksbeen maar mist een neergaande tak van het neusbeen. Het traanbeen is horizontaal langwerpig, reikend van de achterrand van het neusgat tot het midden van de oogkas. Het contact tussen het traanbeen en het prefrontale is recht en reikt naar achteren van het neusgat tot het voorste derde deel van de oogkas.
Verder is er een unieke combinatie van op zich niet unieke kenmerken. Het gedeelte van de snuit vóór het neusgat is langgerekt, met 61% van de maximale lengte van de onderkaken. De tak van de praemaxilla onder het neusgat is langer (ongeveer tweemaal) dan de tak boven het neusgat. Het prefontale vormt de achterrand van het neusgat. Het voorhoofdsbeen draagt bij aan de voorrand van het bovenste slaapvenster. De stapes, het rechte gehoorbeen, heeft een slanke schacht. De dentaria vormen het grootste deel van de symfyse van de onderkaken. Het tandglazuur toont opstaande verticale richels die zich niet splitsen. Het ravenbeksbeen heeft een grote en diepe inkeping in de voorrand. Het opperarmbeen vormt een gewricht met het intermedium, spaakbeen en ellepijp scheidend. Het intermedium heeft een rechthoekig profiel, loodrecht op de vin, in plaats van zeshoekig, vijfhoekig of driehoekig. Het ulnare raakt het vierde en vijfde middenhandsbeen, in plaats van slechts één vinger te ondersteunen. Anders dan bij Brachypterygius raakt het jukbeen het bovenkaaksbeen niet.
Er staan minstens zesentwintig tanden in de praemaxilla. Het dentarium telt minstens zeven tanden en vermoedelijk veel meer.
De wervelkolom telt drieëntwintig halswervels, tweeëntwintig ruggenwervels en vierentwintig staartwervels vóór het buigingspunt.

## Fylogenie
Parrasaurus is in de Ophthalmosauridae geplaatst, in een meest basale klade van de Platypterygiinae, als zustersoort van Aegirosaurus.